# Crepidula atrasolea
Crepidula atrasolea is een slakkensoort uit de familie van de Calyptraeidae. De wetenschappelijke naam van de soort is voor het eerst geldig gepubliceerd in 2000 door Collin.